# Gilberto Galdino dos Santos
Gilberto Galdino dos Santos (* 20. November 1976 in Recife), auch Beto genannt, ist ein brasilianisch-portugiesischer Fußballspieler, der zurzeit bei Ergotelis in der griechischen Super League (Griechenland) unter Vertrag steht. Der Mittelfeldspieler trägt die Nummer 11. In der Saison 2005/06 war er unter Ronald Koeman ein Schlüsselspieler. In der Saison 2007/08 wechselte er zu Sion, und 2009 zu Ergotelis. Seine vorherigen Vereine waren: Grémio Petribu, Centro Limoeirense, Esporte Recife, Rampla Juniors FC, FC Paços de Ferreira, SC Beira Mar sowie der FC Sion.